# Ньюбург (Мен)
Ньюбург (англ. Newburgh) — місто (англ. town) в США, в окрузі Пенобскот штату Мен. Населення — 1595 осіб (2020).

## Демографія
Згідно з переписом 2010 року, у місті мешкала 1551 особа в 621 домогосподарстві у складі 445 родин. Було 659 помешкань
Расовий склад населення:
| - 97,9 % — білих - 0,5 % — корінних американців - 0,5 % — чорних або афроамериканців - 0,2 % — азіатів |

До двох чи більше рас належало 0,6 %. Частка іспаномовних становила 0,8 % від усіх жителів.
За віковим діапазоном населення розподілялося таким чином: 21,1 % — особи молодші 18 років, 66,5 % — особи у віці 18—64 років, 12,4 % — особи у віці 65 років та старші. Медіана віку мешканця становила 41,6 року. На 100 осіб жіночої статі у місті припадало 102,2 чоловіків;  на 100 жінок у віці від 18 років та старших — 99,8 чоловіків також старших 18 років.
Середній дохід на одне домашнє господарство  становив 71 420 доларів США (медіана — 58 459), а середній дохід на одну сім'ю — 81 655 доларів (медіана — 63 333). Медіана доходів становила 43 603 долари для чоловіків та 34 345 доларів для жінок. За межею бідності перебувало 8,9 % осіб, у тому числі 10,6 % дітей у віці до 18 років та 8,8 % осіб у віці 65 років та старших.
Цивільне працевлаштоване населення становило 836 осіб. Основні галузі зайнятості: освіта, охорона здоров'я та соціальна допомога — 33,9 %, роздрібна торгівля — 12,7 %, будівництво — 11,1 %.